# Ghar Jbeilat
Ghar Jbeilat (anche Gara Djebilet) è una località nella provincia di Tindouf in Algeria.

## Descrizione
Ghar Jbeilat si trova a 1.800 chilometri a sud-oves da Tindouf, la provincia più occidentale del paese, lungo la strada che collega Tindouf a Chenachene.
Qui si trova una delle più grande miniere di ferro del mondo, oggetto di un accordo economico per il suo sfruttamento, tra il governo algerino e quello cinese.
La località è servita da un aeroporto.